# FISITA
La FISITA (acronimo francese di: Fédération Internationale des Sociétés d'Ingénieurs des Techniques de l'Automobile) è l'associazione internazionale che collega le associazioni nazionali di ingegneria automobilistica in 38 Paesi.
FISITA è stata fondata a Parigi nel 1948 con l'obiettivo di riunire gli ingegneri da ogni parte del mondo per condividere idee e proposte sugli sviluppi tecnologici nel campo automobilistico, con spirito di cooperazione. Il primo presidente dell'associazione è stato l'eminente ingegnere francese Maurice Norroy.
Oggi FISITA conta tra i suoi associati di tutto il mondo più di 165.000 ingegneri dell'automobile.
L'attività più importante di FISITA è l'organizzazione del congresso biennale "FISITA World Automotive Congress", uno dei congressi maggiori per gli ingegneri, ricercatori e manager del settore "Automotive".